# Samuel Silke
Samuel "Sammy" Silke es un personaje ficticio del universo de Marvel Comics, que aparece en la serie Daredevil. Es hijo de uno de los amigos y socios del antagonista Kingpin. Su apariencia está basada en el artista Alex Maleev.
Samuel Silke también fue interpretado por Peter Gerety en la primera temporada de la serie de televisión de transmisión de producción de Marvel Television Daredevil, ambientada en Marvel Cinematic Universe (MCU).

## Historial de publicaciones
Samuel Silke apareció por primera vez en Daredevil vol. 2 #26 y fue creado por Brian Michael Bendis y Alex Maleev.

## Biografía ficticia
Cuando era niño, Samuel Silke era amigo cercano de Richard Fisk, hijo de Kingpin, Wilson Fisk. Los dos descubrieron que sus padres trabajaban para la Maggia, pero fue solo cuando Richard era un adulto joven que supo que su padre era Kingpin. Después de un error grave y desconocido en Chicago, la organización permitió que Silke se uniera a la tripulación del entonces ciego Kingpin como un favor al padre de Silke. Años después, Matt Murdock le estaba dando problemas a la organización del padre de Silke, por lo que Silke le pidió a Fisk que se encargara de eso por él. Fisk negó la solicitud, dijo que Murdock no debía ser tocado y se negó a dar más detalles. Esto enfureció inmensamente a Silke. Richard Fisk le reveló a Silke que él y el resto de la tripulación de Kingpin sabían que Kingpin sabía que Murdock era, de hecho, Daredevil. Silke orquestó un golpe con Richard Fisk, yendo en contra del gobierno de Kingpin al ordenar un intento de asesinato de Murdock en nombre de Kingpin.
El clímax del plan de Silke llegó cuando él y el resto de los hombres de Kingpin orquestaron un ataque similar al de Julio César contra Kingpin, apuñalándolo varias veces y dejándolo por muerto. Con Kingpin fuera del camino, Silke planeó unirse y dirigir el inframundo de Nueva York.
Sin embargo, Silke mordió más de lo que podía masticar. Kingpin sobrevivió al intento de asesinato y fue sacado del país por Vanessa Fisk, su esposa. Vanessa luego se vengó de los hombres de Silke, los mató y mató a Richard ella misma.
Silke huyó al FBI, rogando por protección. No quiso dar ninguna información sobre su padre, pero dio lo único que tenía... la identidad de Daredevil. Uno de los agentes del FBI al que se lo dijo lo vendería más tarde a los tabloides, destruyendo efectivamente la vida de Daredevil.
Silke fue llevado a una prisión de mínima seguridad como un hombre amargado y hosco, que se lamentaba con los otros convictos de que casi tenía todo al alcance de la mano. Más tarde, un guardia le dijo que su padre había venido a visitarlo. Pero cuando Silke llegó allí, alguien más lo estaba esperando: Kingpin. Wilson Fisk aplastó la cabeza de Silke hasta convertirla en pulpa y finalmente se vengó. El agente del FBI Henry Driver informó lo que le había sucedido a Silke.

## Poderes y habilidades
Silke era competente en el conocimiento y uso de varios cuchillos y pistolas.

## En otros medios
Silke aparece brevemente en un flashback a principios de la temporada 1 de Daredevil, donde es interpretado por Peter Gerety. Es la mano derecha de Roscoe Sweeney y los dos son responsables de obligar a Jack Murdock a lanzarse al boxeador Carl "The Crusher" Creel.